# Jeff Andrus
Jeffery Hughes Andrus, Aussprache: ændrəs, (* 19. März 1947 in King City, Kalifornien; † 27. März 2011 in Coeur d’Alene, Idaho) war ein US-amerikanischer Drehbuchautor und Schriftsteller.

## Leben
Jeffrey Hughes Andrus erhielt seinen Bachelor an der Stanford University, wo er unter Wallace Stegner und Nancy Packer Englisch studierte. Anschließend studierte er an der Filmhochschule der University of California, Los Angeles. 1971 konnte er mit dem Drehbuch zur Komödie Doc den Samuel Goldwyn Creative Writing Competition gewinnen. Er wurde Freier Schreiber und arbeitete in unterschiedlichen Funktionen im Filmgeschäft. Neben der Beratung und Überarbeitung von Drehbüchern, wurde 1975 mit dem Fernsehdrama All Together Now sein erstes verfilmtes Drehbuch ausgestrahlt. Es folgten Fernsehfilme wie Der Laden des Goldschmieds und Der geschlagene Mann. Parallel dazu schrieb Andrus auch Bücher, darunter die beiden Mystery-Romane Tracer, Inc. und Neighborhood Watch.

## Filmografie (Auswahl)
- 1975: All Together Now
- 1987: Ein Mann aus Stahl (Proud Men)
- 1989: Der Laden des Goldschmieds (La bottega dell'orefice)
- 1990: Aufnahme: Mord (The Fatal Image)
- 1991: Stimme des Herzens – Die Geschichte des Ricky Bell (A Triumph of the Heart: The Ricky Bell Story)
- 1992: Wege aus dem Nichts (Miles from Nowhere)
- 1993: Der geschlagene Mann (Men Don't Tell)
- 1994: Blutsbande (Separated by Murder)
- 1994: Children of the Dark – Ein Leben in Dunkelheit (Children of the Dark)

## Werke
- 1994: Tracer, Inc.
- 1996: Neighborhood Watch
- 2000: The Courage To Be Brilliant
- 2009: Malibu Palms